# 1,4-Diméthoxybenzène
Le 1,4-diméthoxybenzène, est un composé aromatique de formule chimique C6H4(OCH3)2. Cet éther diméthylique est l'un des trois isomères du diméthoxybenzène, le composé para. Il se présente sous la forme d'un solide blanc avec une intense odeur douce et florale. Il est produit par diverses espèces de plantes.

## Occurrence
Le 1,4-diméthoxybenzène est naturellement présent dans le saule (Salix), le thé, la hyacinthe et la courgette (Cucurbita pepo). Il semble attirer les abeilles dont l'interaction avec les antennes provoque une réponse intense,. Dans une étude chez la souris, des scientifiques iraniens ont identifié le 1,4-diméthoxybènzene comme la principale substance psychoactive du saule d'Égypte (Salix aegyptiaca) par sa capacité à provoquer la somnolence et à réduire l'activité.

## Synthèse
Le 1,4-diméthoxybenzène peut être produit par méthylation de l'hydroquinone avec du sulfate de diméthyle en milieu basique.

## Utilisations
Le 1,4-diméthoxybenzène est principalement utilisé en parfumerie (parfums et savons). Riche en électrons, susceptible de subir des substitutions électrophiles aromatiques, c'est également un intermédiaire dans la synthèse d'autres composés, notamment dans l'industrie pharmaceutique.

### Utilisations de niche
Il peut être utilisé comme développeur pour les films en noir en blanc. Il peut aussi servir de réactif dans la synthèse de catécholamines et de phénéthylamines.